# Capitolium (Verona)
El Capitolium de Verona era un complejo que formaba parte del área del Foro de la ciudad romana, correspondiente a la actual Piazza delle Erbe. Partes del criptopórtico son visibles y se pueden visitar bajo la logia de Corte Sgarzerie, en la cripta de la iglesia de San Benedetto al Monte y bajo el palacio Maffei.

## Historia
El complejo fue construido en la segunda mitad del siglo I a. C. y fue ultimado en el año 20 a. C., para celebrar la elevación del rango de la ciudad a municipium romano. Las formas del edificio templario, deliberadamente arcaizantes e inspiradas en el Capitolium romano, enfatizan el valor político, más que religioso, del complejo. En los tres lados, excluyendo el frontal, se erigió poco más tarde un pórtico doble que rodeaba el edificio por tres lados, por obra de Marcus Magius, como atestigua una inscripción encontrada en el mismo sitio. Del templo, por otro lado, se desconoce el cliente: se especula que pudo haber sido un grupo de senadores fuertemente vinculados a Roma, si no a Cayo Julio César, ciertamente presente en Verona en la época según las fuentes.
Un sestercio de Domiciano, fechado en el año 95, atestigua una reconstrucción de una pared del pórtico: esta moneda se colocó intencionalmente, para recordar la intervención, o como talismán. En apoyo de esta hipótesis está el hecho de que la moneda representa precisamente a Júpiter: quien la ha puesto podría haber intentado evocar la protección de la divinidad a la que estaba dedicado el complejo.
La continuidad cultural está atestiguada por una base de estatua con dos inscripciones sucesivas: la primera consiste en la dedicación de una estatua a una mujer de alto rango, sacerdotisa de la divinizada Plotina; la segunda inscripción, que data de finales del siglo II y principios del III, se encuentra en la cara opuesta y es una dedicación a Júpiter Óptimo Máximo por parte del ordo Veronensium, el consejo de los decuriones que administraba la ciudad. Otra inscripción, que data de 379-380, menciona el traslado de una estatua de bronce del templo al Foro, ya que yacía abandonada: esto es, por tanto, un indicio de la decadencia de las estructuras, probablemente como consecuencia de la difusión del credo cristiano y del debilitamiento de la estructura estatal.
Ya a finales del siglo IV, un incendio destruyó todo o parte del tripórtico. A unas décadas más tarde, alrededor del siglo V, se remonta el despojo definitivo de toda la estructura, que estaba en estado de abandono y degradación. A finales del siglo VII se remonta al colapso de las bóvedas del criptopórtico en apoyo del pórtico. Sobre las ruinas de los edificios romanos se superpusieron otras estructuras: un vano alto-medieval, todavía visible en la área arqueológica de Corte Sgarzerie; una casa torre de la que quedan los cimientos; y finalmente la Loggia del Mangano.

## Descripción
El imponente complejo del Capitolium, que se elevaba sobre un terraplén artificial de unos 80 metros de lado, incluía el templo dedicado a la Tríada capitolina, al que se accedía desde el decumano máximo y el Foro a través de una escalera, y un pórtico que lo rodeaba por los tres lados, probablemente con la función de archivo de la ciudad. Debajo del Capitolium había un criptopórtico, elemento que actualmente constituye la única zona visitable del complejo arqueológico, también accesible desde el decumano máximo a través de las escaleras.

### Fecha de construcción
Aunque el estilo monumental recuerda un modelo arquitectónico en uso en la construcción romana desde finales del siglo II a. C., los arqueólogos propenden por una datación más tardía, que coincide con el uso del opus incertum en el área del Po y con la datación de un epígrafe monumental encontrado en las excavaciones del períbolo occidental del templo, gracias al cual conocemos el nombre del constructor del pórtico y el criptopórtico:
M(arcus) Magius L(uci) f(ilius) cryptam fecit et porticus reposu[i]t d(e) p(ecunia) s(ua)
Este epígrafe se encontró en un elemento estructural, similar a un friso, construido después de las estructuras de fundación del área templaria, por lo que es contemporáneo de la estructura del Capitolium y permite una datación precisa. En esta  inscripción, obtenida de un bloque de piedra caliza, se menciona un nombre que en época romana era conocido no solo en Verona, sino también en los territorios limítrofes. La forma de las letras, la falta de cognomen y otros datos, han inducido a  los paleógrafos a una probable datación de esta inscripción dedicatoria, y por lo tanto del complejo, en la primera década de la segunda mitad del siglo I a. C..

### Templo

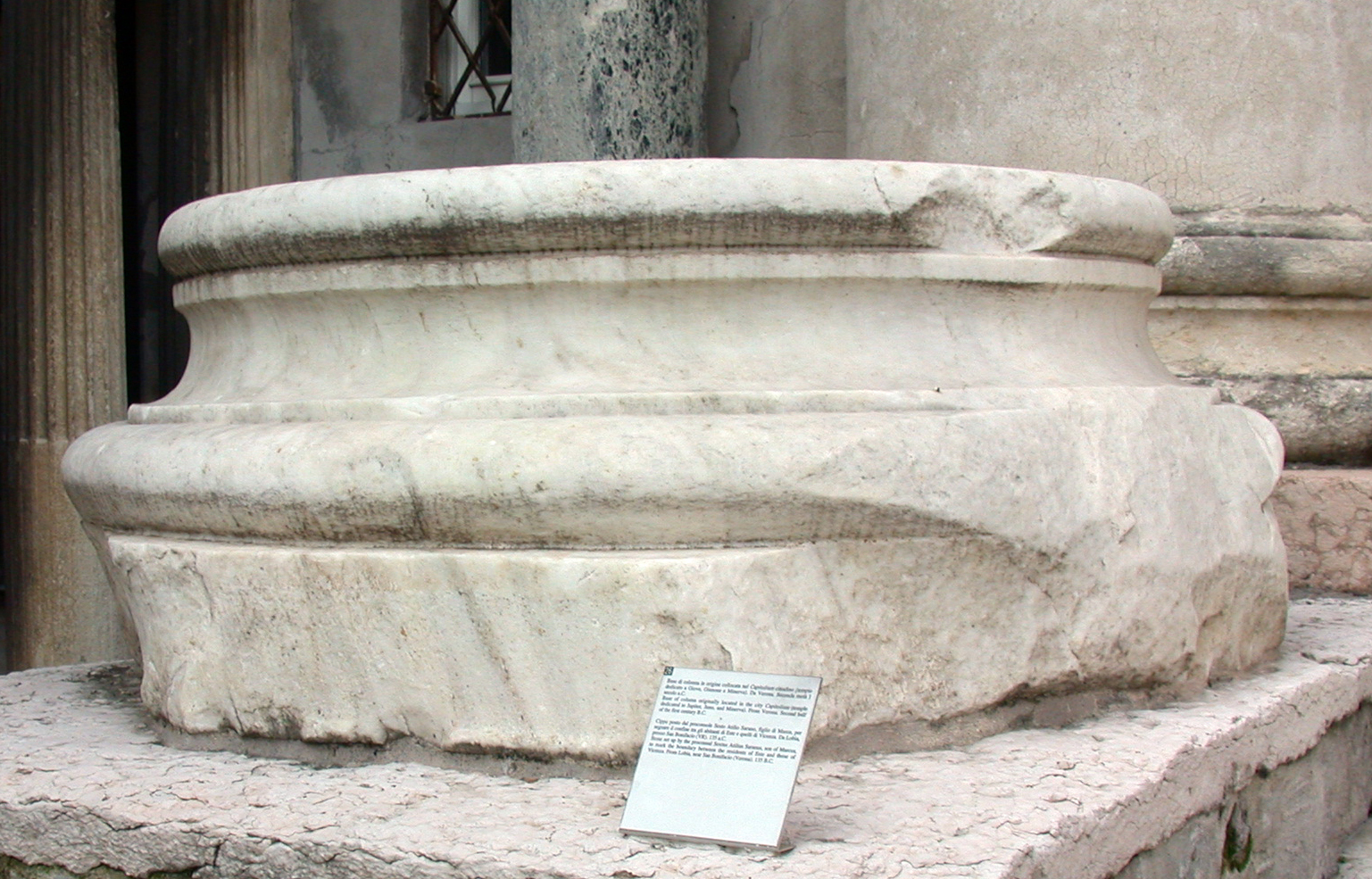
Una de las bases del Capitolium, conservada en el Museo lapidario maffeiano.

El edificio templario de tres celdas, de orden toscano, presentaba en el frente tres filas de seis columnas cada una y se inspiraba (tanto en la forma como en la decoración, pero no en las dimensiones que se reducían en aproximadamente un tercio) en el Templo de Júpiter Óptimo Máximo, situado en la colina Capitolina de Roma. Se trata de una voluntad explícita, aunque insólita, de imitar el gran antecedente romano, una elección que, por tanto, pone de relieve el vínculo institucional, político y religioso con Roma mediante la reproducción de su edificio símbolo. El templo medía 42,20 metros de largo y 35 de ancho, y presentaba un pronaos de 20,40 metros de profundidad: en estas medidas reflejaba perfectamente las medidas teorizadas por Vitruvio para el orden toscano. El zócalo de cimentación, en cambio, debía tener una altura de unos 4 metros, y se colocaba en un nivel cuya frecuentación antrópica, gracias al descubrimiento de fragmentos cerámicos, está certificada ya en el siglo III-I a. C.
El acceso al templo estaba garantizado por una amplia escalera, una pequeña parte de la cual se encontró en un sótano de Corso Porta Borsari 4. A partir de esta excavación ha sido posible avanzar la hipótesis de cómo la zona del Capitolium debía unirse con el decumano de enfrente: un gran basamento debía flanquear la calle, permitiendo el flujo hacia la escalinata templaria y garantizando lateralmente el acceso al pórtico y al criptopórtico.
En la construcción se utilizaron materiales fáciles de encontrar o escasos, con refuerzos de piedra solo en los puntos de mayor descarga de fuerzas. Con el tiempo, sin embargo, la constricción fue enriquecida con decoraciones de las paredes y del pavimento de mármol y bronce, así como con inscripciones y esculturas, de las que queda muy poco. Un fragmento de mármol grabado con la dedicación IOM ("a Júpiter Óptimo Máximo") de una mujer, además, atestigua la costumbre de dedicar exvoto, signo no solo de culto sino también de obediencia al orden del estado.

### Criptopórtico
El criptopórtico cumplía la función de contener el terraplén realizado para aumentar el espacio a disposición del área templaria. Las alas laterales distaban del templo unos 11,50 metros, mientras que en la parte posterior la distancia se reducía probablemente a solo 5 metros, dada la presencia del decumano. Las naves medían 4,50 metros de ancho cada una y estaban cubiertas por una bóveda de cañón; de la excavación de Corte Sgarzerie también se puede deducir que las naves tenían una altura original de 4,80 metros y estaban divididas por una pared de espina sostenida por arcos. Las aberturas abocinadas cada 4 metros contribuían a la iluminación y a la aireación del ambiente, pero una medida adicional para una correcta ventilación era el revestimiento de las paredes con tejas de arcilla, con el fin de crear una cavidad de 10-15 centímetros y garantizar un aislamiento de la humedad del terraplén.

## Catastros
Durante las excavaciones en el criptopórtico se han encontrado dos fragmentos de bronce pertenecientes a las tablas catastrales de la ciudad romana. Estos fragmentos constituyen un raro ejemplo de antiguo catastro, en este caso rural, con funciones administrativas y fiscales.
Uno de los dos fragmentos constituye la esquina superior izquierda de una placa de bronce en la que se ha grabado una red de rayas horizontales y verticales. Dentro de cada recuadro se insertaban las coordenadas de las posesiones en el terreno centuriado, las medidas in yugadas y los nombres de los propietarios. Este fragmento, fechado entre el 40 y el 30 a. C., presenta nombres como los de Cayo Cornelio Agatón y Marco Clodio Pulcro, ya conocidos por otras inscripciones veronenses del mismo período.  El segundo fragmento, también fechado en la segunda mitad del siglo I a. C., presenta incisiones cuadrangulares. De las siete celdas conservadas, solo en la central se pueden leer los nombres de los propietarios, que en cambio tienen un claro origen celta (Bituci, Vindil, Segomari), sin embargo, en este caso faltan las coordenadas. Es importante destacar que estos nombres son vinculados a parcelas de terreno de dimensiones reducidas en comparación con las indicadas en el primer fragmento.